# Hotel Termal das Caldas de Monchique
O Hotel Termal das Caldas de Monchique, originalmente denominado de Hospital Termal das Caldas de Monchique, é um edifício hoteleiro na localidade das Caldas de Monchique, no Distrito de Faro, em Portugal.

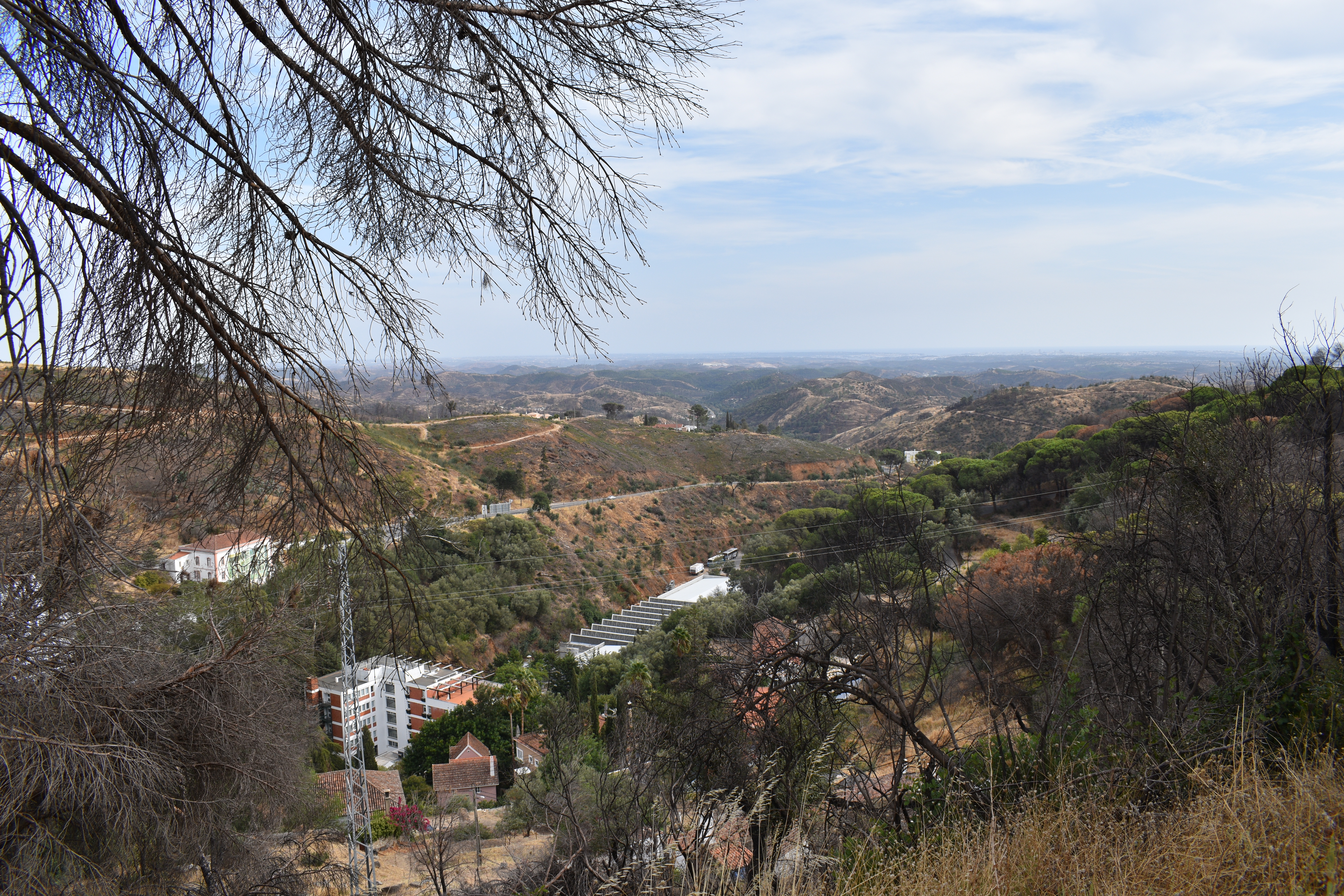
Caldas de Monchique em 2019, vendo-se o edifício do hotel no fundo à esquerda.

## Descrição
O edifício consiste num antigo hospital, que foi aproveitado para um estabelecimento hoteleiro, o Hotel Termal. O hotel possui 45 quartos, e está equipado com um ginásio no quarto piso. Faz parte de um complexo maior que inclui o Hotel Central, o Hotel D. Carlos Regis e o Central Suites & Apartments, gerido pelo grupo Unlock Boutique Hotels.

## História
Este não foi o primeiro estabelecimento de saúde nas Caldas de Monchique, uma vez que em 1692 foi inaugurada uma enfermaria para os aquistas, sendo esta data considerada como o início do funcionamento das termas.
Em 1959, a Comissão de Construções Hospitalares elaborou o projecto para o edifício, estando nesse ano ainda em produção o plano relativo às instalações do balneário. Em 29 de Outubro desse ano, o jornal Comércio de Portimão relatou que no dia 10 de Novembro a Direcção-Geral dos Edifícios e Monumentos Nacionais iria abrir o concurso para a construção do edifício do Hospital-Termal, com uma base de licitação de 3.747.921$70. A construção do hospital integrou-se numa fase de desenvolvimento da estância termal, tendo sido considerada pelo jornal Correio do Sul em 26 de Novembro desse ano como « o passo mais importante e pratícamente mais decisivo para a justa valorização do que é, sem favor, uma das mais riquezas algarvias».
Em 30 de Outubro de 1960, o jornal Folha do Domingo noticiou que o Ministro das Obras Públicas tinha concedido um subsídio à Direcção-Geral dos Edifícios e Monumentos Nacionais para a instalação de um ramal da Estrada Nacional 266-A, que ligaria a oficina de engarrafamento à povoação das Caldas de Monchique e criar um novo acesso ao Hospital Termal, cujas obras começariam em breve.
Em 20 de Abril de 1961, o jornal Ecos do Algarve noticiou que já se tinham iniciado as obras do hospital termal. Em 10 de Dezembro desse ano, o mesmo periódico reportou que o governo tinha reforçado os subsídios atribuídos à Direcção-Geral dos Edifícios e Monumentos Nacionais para a construção do hospital. Segundo o Jornal do Algarve de 8 de Dezembro de 1962, a DGEMN tinha sido autorizada a abrir o concurso para a instalação dos elevadores, e em 27 de Junho de 1963, o Correio do Sul relatou que estava a ser planeada a instalação de um centro de reumatologia no hospital.
Em 16 de Janeiro de 1964, o jornal Correio do Sul anunciou que tinha sido concedido um novo subsídio para a instalação do hospital, desta vez relativo equipamentos de cozinha e outros artigos, e em 6 de Agosto reportou que tinha sido feito recentemente um concurso para a aquisição de equipamento médico a ser utilizado no hospital termal, nos serviços de raios X, câmara escura e fisioterapia, e que o edifício estava quase concluído. Em 8 de Novembro desse ano o jornal O Algarve noticiou que a DGEMN tinha recebido um novo subsídio para as obras do hospital, desta vez correspondentes aos equipamentos da central térmica. Em 30 de Setembro de 1965, o mesmo periódico afirmou que o Hospital Termal já estava construído e quase completamente apetrechado, «faltando apenas as providências governamentais que possibilitem o seu indispensável funcionamento». Porém, em 1969 ainda não estava a funcionar, tendo o coronel Sousa Rosal afirmado, numa intervenção na Assembleia Nacional em Janeiro daquele ano, que parte do edifício estavam a ser utilizado como instalações provisórias de apoio aos aquistas, depois da demolição do balneário em 1941. Em Julho de 1970 o Hospital Termal já estava a funcionar, embora de forma parcial, prevendo-se então que iria servir igualmente como um centro de recuperação.
O edifício foi depois sido readaptado para um hotel.